# Émir Bayğazin
Émir Bayğazin, también escrito en español Emir Bayghazin (RSS de Kazajistán, 19 de julio de 1984) es hijo de Kenzhegazy Baygazin. Es un actor y director de cine kazajo, activo en los géneros de cine de autor y ensayo. 

## Biografía

### Primeros años
Baigazin nació en la aldea de Tamdy, distrito de Alga en la provincia de Aktobe de Kazajistán. Después de graduarse de la escuela secundaria en Alga de 2002 a 2004 estudió en la escuela de actuación del Teatro Drama T. Akhtanov Aktobe, y en 2004 ingresó en la Academia Nacional de Artes de Kazajistán, con la especialidad de dirección de cine y cine. En septiembre de 2007, participó en el Festival Internacional de Cine de Busan, la Asian Film Academy (AFA). En febrero de 2008, fue miembro del campamento de jóvenes talentos de Berlín en el 58.º Festival Internacional de Cine de Berlín en Alemania.

### Carrera

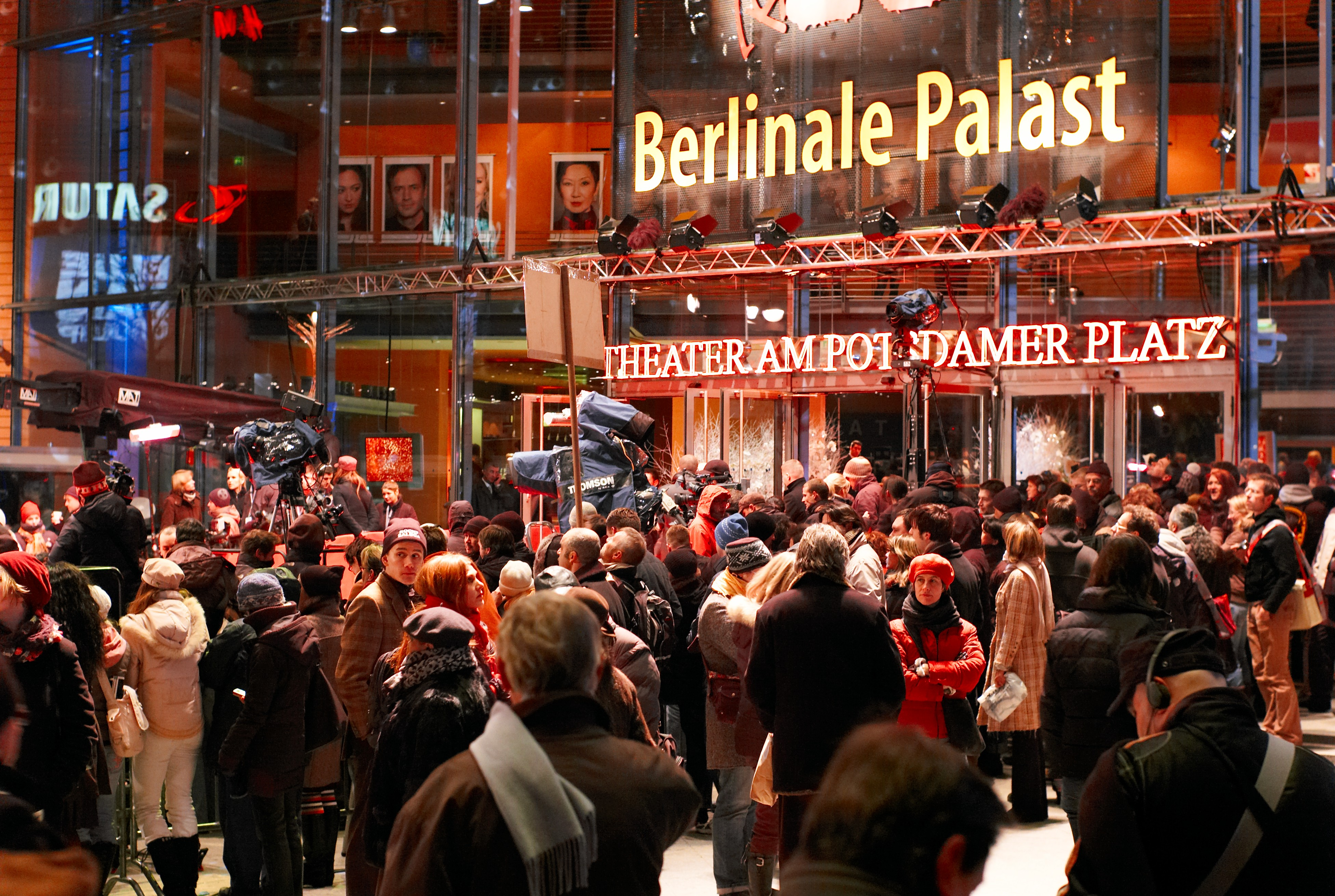
Berlín, ciudad donde se estrenó Harmony Lessons.

Harmony Lessons es una de las producciones de mayor importancia en la carrera de Emir Bayghazin (en kazajo: Асланның сабақарары, en ruso: Уроки гармонии). Es una película dramática kazajo-alemana de 2013 dirigida por Emir Baigazin. La película se estrenó compitiendo en el 63.er Festival Internacional de Cine de Berlín, donde Aziz Zhambakiyev ganó el premio por su destacada contribución artística. 
Ranenyy angel, fue la segunda película de Émir Bayğazin. En Kazajistán la vida es dura y la infancia, tal como la conocemos, es prácticamente inexistente. Tanto niños como adultos hacen lo que pueden para vivir. La trama virtual se divide en varios capítulos, cada uno examina a niños que luchan con el dolor de la vida cotidiana.

### Filmografía
Émir Bayğazin suele realizar sus proyectos tanto como escritor, director, productor y editor. Debe destacarse que Baygzin, siendo un cineasta joven, cuenta con las siguientes películas en su carrera como director: Harmony Lessons,  y Ranenyy, segunda película de Baigazin, que debería establecerlo como un referente importante en el cine mundial. Intervino en Would You Like to Stargaze, en la postproducción y The River en la preproducción.
- 2006 : Day Watch - actor
- Steppe (en ruso: Степь, 2007) — Escritor, director y camarógrafo.
- Virgins (en ruso: Девственники, 2007) — Escritor y director.
- en ruso: Весогонщик (2008) — Escritor y director.
- Silhouettes of Almaty (en ruso: Силуэты Алматы, 2007) — productor.
- 2013 : Leçons d'harmonie - Director y Escritor
- 2016 : L'Ange blessé - director, guionista y editor
- The River (pre-production) Director y Escritor, 2018